# Towarzystwo Literacko-Słowiańskie
Towarzystwo Literacko-Słowiańskie — towarzystwo działające w latach 1836–1886, założone na Uniwersytecie Wrocławskim z zadaniem badań i kultywacji języków oraz literatur słowiańskich. Zgodnie ze statutem członkiem mógł być każdy student Uniwersytetu znający przynajmniej jeden język słowiański.
Zainicjowane 14 lipca 1836 w mieszkaniu Jana Evangelisty Purkyněgo razem z Teodorem T. Mateckim. Władze uniwersyteckie delegowały kuratora, który sprawował nadzór nad Towarzystwem. Pierwszym został Purkyně, następnie dwukrotnie Ludwig Anton Gitzler (1855–1860, 1867–1868), Wojciech Cybulski (1860–1867) i Władysław Nehring (1868–1886). Wśród bardziej znanych członków towarzystwa byli: Jan Kasprowicz, Adam Asnyk, Konstanty Damrot, Norbert Bonczyk, Florian Ceynowa i Heliodor Święcicki. Łącznie miało 907 członków.
W latach 1869 i 1886 ukazały się 2 numery pisma „Znicz”, a w 50. rocznicę „Pamiętnik Tow. Literacko-Słowiańskiego” z zestawieniem odczytów wygłoszonych przez 50 lat.
Pruskie ministerstwo oświaty rozwiązało towarzystwo 1 czerwca 1886 w ramach likwidacji polskich uniwersyteckich organizacji studenckich. Formalnym pretekstem decyzji był zarzut angażowania się politycznego tych stowarzyszeń. W efekcie rozwiązania skonfiskowano także kilkutysięczną bibliotekę Towarzystwa.